# 苟天林
苟天林（1948年—），男，汉族，陕西耀县人，中华人民共和国政治人物，中国共产党党员。毕业于北京大学哲学系哲学专业。曾任中共西藏自治区党委常委、宣传部长，《光明日报》社总编辑等职。
是第十一届全国人大代表、全国人大农业与农村委员会委员。